# Équipe d'Union soviétique masculine de water-polo

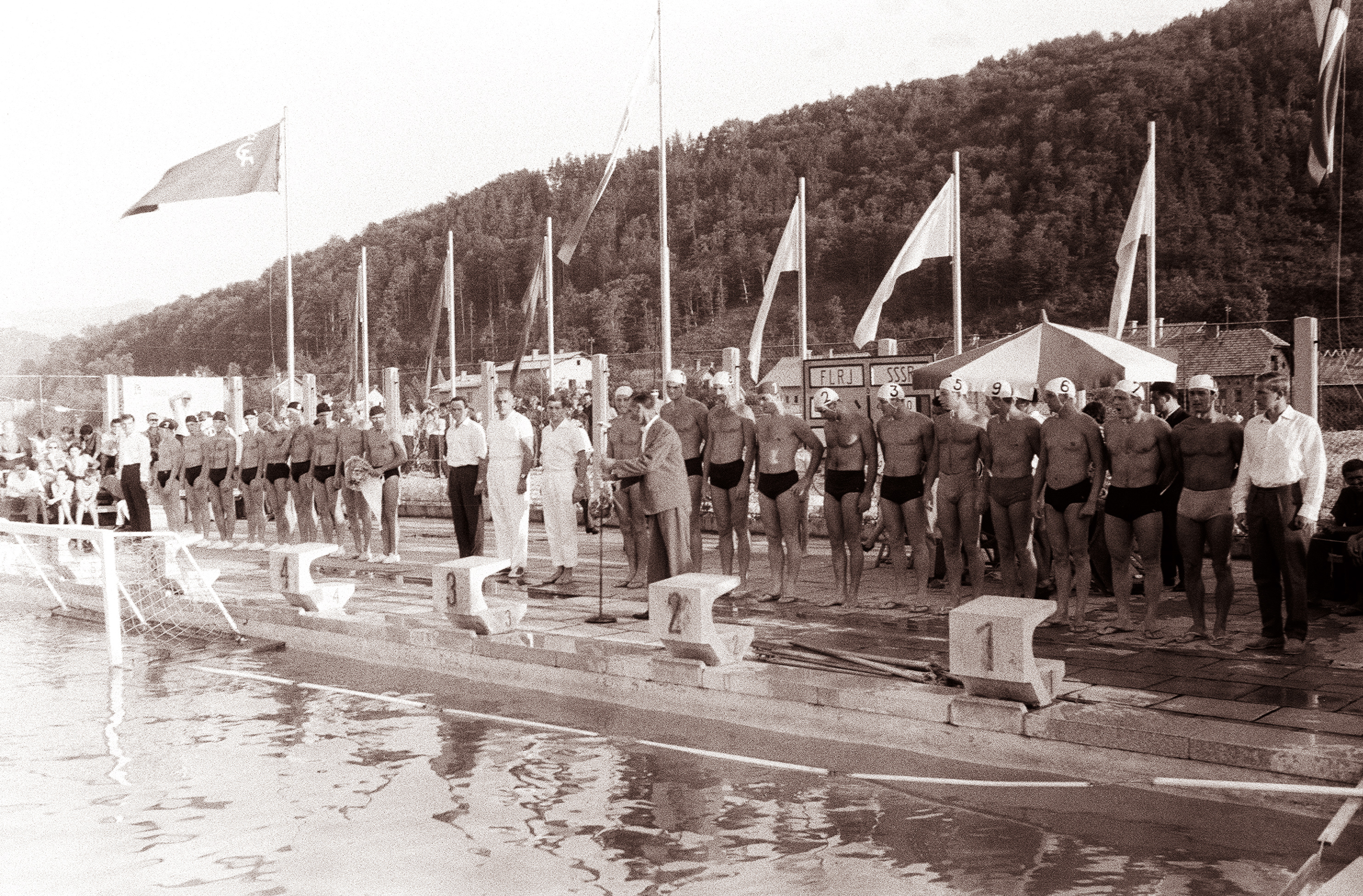
Équipe d'Union Soviétique masculine de water-polo

L’équipe d’Union des républiques socialistes soviétiques de water-polo a existé de 1952 à 1991.

## Palmarès international

### Jeux olympiques
| - 1952 : 7e place - 1956 : Médaille de bronze - 1960 : Médaille d'argent - 1964 : Médaille de bronze - 1968 : Médaille d'argent - 1972 : Médaille d'or - 1976 : 8e place - 1980 : Médaille d'or - 1984 : n'a pas participé - 1988 : Médaille de bronze |

### Championnats du monde
| - 1973 : Médaille d'argent - 1975 : Médaille d'or - 1978 : 4e place - 1982 : Médaille d'or - 1986 : Médaille de bronze - 1991 : 7e place |

### Coupe du monde
| - 1979 : 4e place - 1981 : Médaille d'or - 1983 : Médaille d'or - 1985 : n'a pas participé - 1987 : Médaille d'argent - 1989 : 6e place - 1991 : 5e place |

### Championnat d'Europe
| - 1954 : - 1958 : Médaille de bronze - 1962 : Médaille de bronze - 1966 : Médaille d'or - 1970 : Médaille d'or - 1974 : Médaille d'argent - 1977 : - 1981 : Médaille d'argent - 1983 : Médaille d'or - 1985 : Médaille d'or - 1987 : Médaille d'or - 1989 : - 1991 : Médaille de bronze |